# ماکارئوس (پسر آئولوس)
ماکارئوس (انگلیسی: Macareus)، در اسطوره‌شناسی یونانی، پسر آئولوس، هر چند منابع در مورد اینکه کدام حامل این نام پدرش بود اختلاف نظر دارند: می‌تواند آیولوس ارباب بادها باشد. یا آئولوس پادشاه اتروریا. مادر او، حداقل در مورد دوم، آمفیته بود.